# Benedetto Antelami
Benedetto Antèlami (Val d'Intelvi, 1150 circa – 1230 circa) è stato uno scultore e architetto italiano.

Dettaglio della Deposizione

Attivo prevalentemente a Parma, è uno dei pochi artisti di rilievo del XII-XIII secolo dei quali ci sia giunto il nome. Insieme a Nicola Pisano costituisce una delle personalità (quella di Benedetto in anticipo rispetto a Nicola) che contribuirono alla diffusione della cultura gotica in Italia e alla sua rielaborazione in chiave classica. 

## Biografia

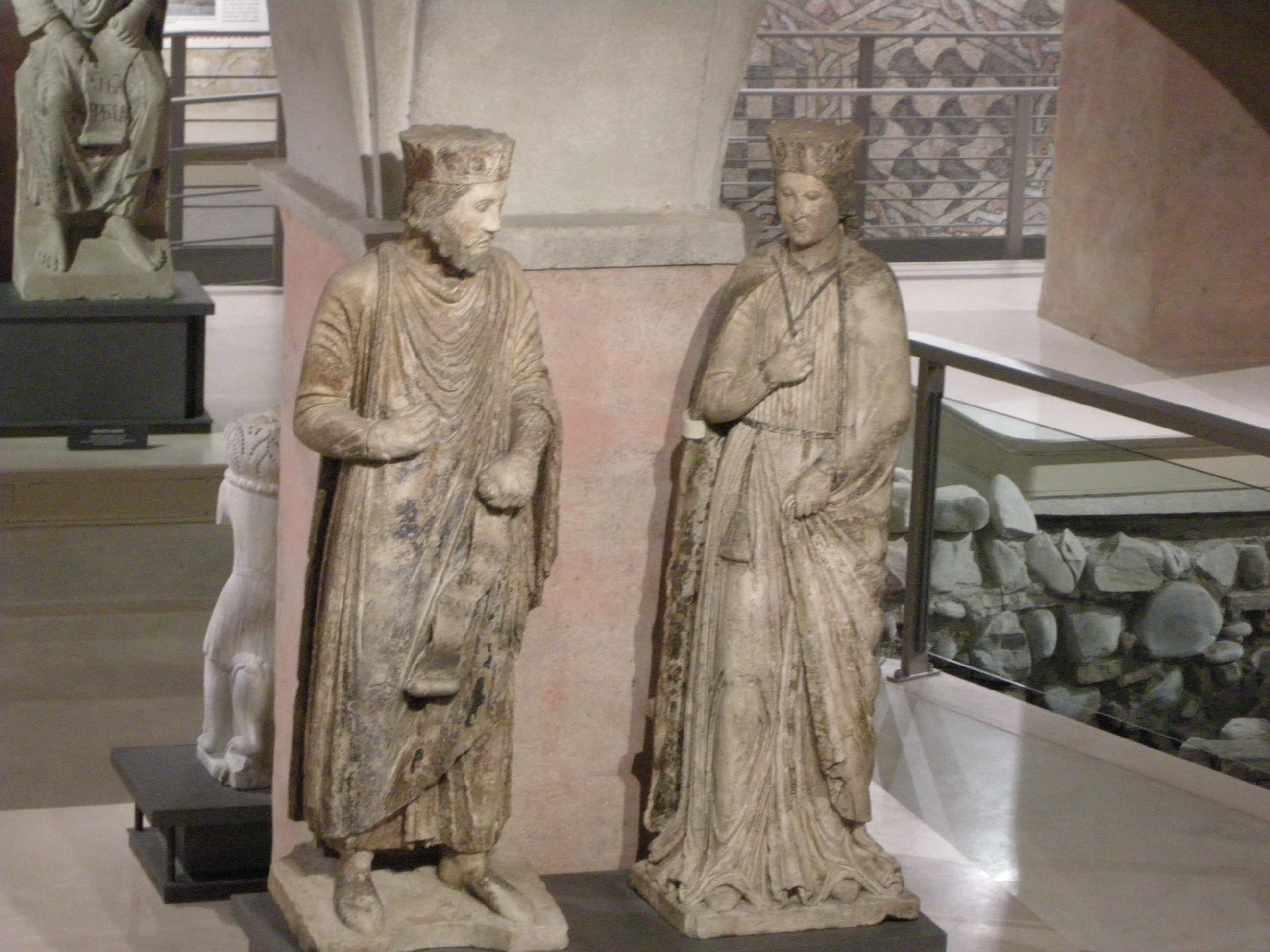
Museo diocesano (Parma), Salomone e la regina di Saba

Forse originario della Lombardia, in particolare della Val d'Intelvi, e formatosi all'interno della corporazione di lapicidi e architetti detti magistri antelami (pronuncia Antèlami), la sua attività è accertata solo nell'area di Parma dal settimo decennio del XII secolo al secondo o terzo decennio del XIII.
La ricostruzione dei dati biografici dell'Antelami, la sua origine, la formazione artistica e le vicende professionali che lo avrebbero visto operare come scultore e come architetto, si appunta sulle uniche due iscrizioni datate che l'artista ha lasciato a Parma, quella del 1178 sulla Deposizione della cattedrale (Benedictus Antelami dictus) e quella del 1196 sull'architrave del portale nord del battistero (Benedictus), oltre che sul confronto critico delle opere parmensi autografe con altre sculture di area emiliana e francese.
Per le affinità formali ravvisabili tra alcune sue opere e i portali della cattedrale di Chartres, o la porta Sainte-Anne della cattedrale di Notre-Dame a Parigi, si ritiene dovesse essere a conoscenza non solo della scultura e dell'architettura romanica dell'Italia settentrionale, ma anche degli sviluppi artistici di area francese. Si è ipotizzata pertanto una sua presenza, in qualità di apprendista, nel cantiere per il chiostro della chiesa di Saint-Trophime ad Arles; De Francovich aveva pensato a due viaggi di formazione, uno nell'Île-de-France (dopo il 1191), dove sarebbe venuto in contatto con le novità dell'arte gotica di Chartres, e un altro dopo il 1218 a Laon; Quintavalle colloca un possibile viaggio di formazione in Francia verso il 1172 - 73.
Da un diretto contatto con l'arte provinciale dell'impero romano Benedetto può aver tratto la sua rievocazione del classicismo primoimperiale, che nei rilievi dell'Arco di Orange sapeva trasmettere la forza dell'autorità in modo sublimato, contenendo le tensioni dinamiche all'interno di un composto e distaccato linearismo. Un simile riferimento culturale, innovativo nel panorama romanico dominato dalle scuole di Wiligelmo e Niccolò, non poteva non essere consapevole e doveva rientrare nell'ambito delle esigenze comunicative della committenza. La prima presenza di Benedetto a Parma fece seguito a un mutamento politico che ricondusse la città all'osservanza romana, sotto la guida del vescovo Bernardo II (vescovo dal 1169, morto nel 1194), dopo una fase scismatica e filoimperiale. La riorganizzazione dell'area presbiteriale del duomo, per volontà del vescovo, alla quale la bottega dell'Antelami attese tra i primi anni sessanta e i primi anni ottanta del XII secolo, ne manifestava alla popolazione l'indirizzo, sancendo l'autorità della chiesa quale unico veicolo per la salvezza eterna.
Oltre alle opere parmensi firmate, che circoscrivono le notizie biografiche entro il 1216, sono stati attribuiti all'Antelami giovane due leoni stilofori reimpiegati nella facciata della cattedrale di Genova, ritenuti parte di un pulpito, opere che altri studiosi ritengono di data più tarda (circa 1210) e realizzati da uno stretto collaboratore del maestro per un non finito portale destinato alla fronte dell'edificio romanico (di cui farebbero parte anche altre sculture reimpiegate nell'attuale facciata: due mensole sottostanti ai leoni stessi, di cui una non finita, e due rilievi con scene di circo su modello classico installati ai lati dell'arcata maggiore. È stata riferita ancora all'Antelami la ricostruzione della zona occidentale del duomo di Fidenza, importante chiesa di passaggio sulla strada dei pellegrinaggi verso Roma (benché l'entità dell'intervento della bottega antelamica non sia chiaramente definita) e la serie scultorea frammentaria destinata originariamente al duomo di Parma e attualmente in parte reimpiegata nel battistero. A Parma come a Fidenza Antelami operò come caput magister, una delle formule con le quali si indicavano gli architetti nei documenti medievali.
Dubbia è la sua presenza durante i lavori per la chiesa di Sant'Andrea a Vercelli la quale, legata stilisticamente al gotico renano e lombardo, sembra estranea alla sintesi di linguaggio classico e gotico cui era giunto l'Antelami.

## Opere

### La cattedrale di Parma

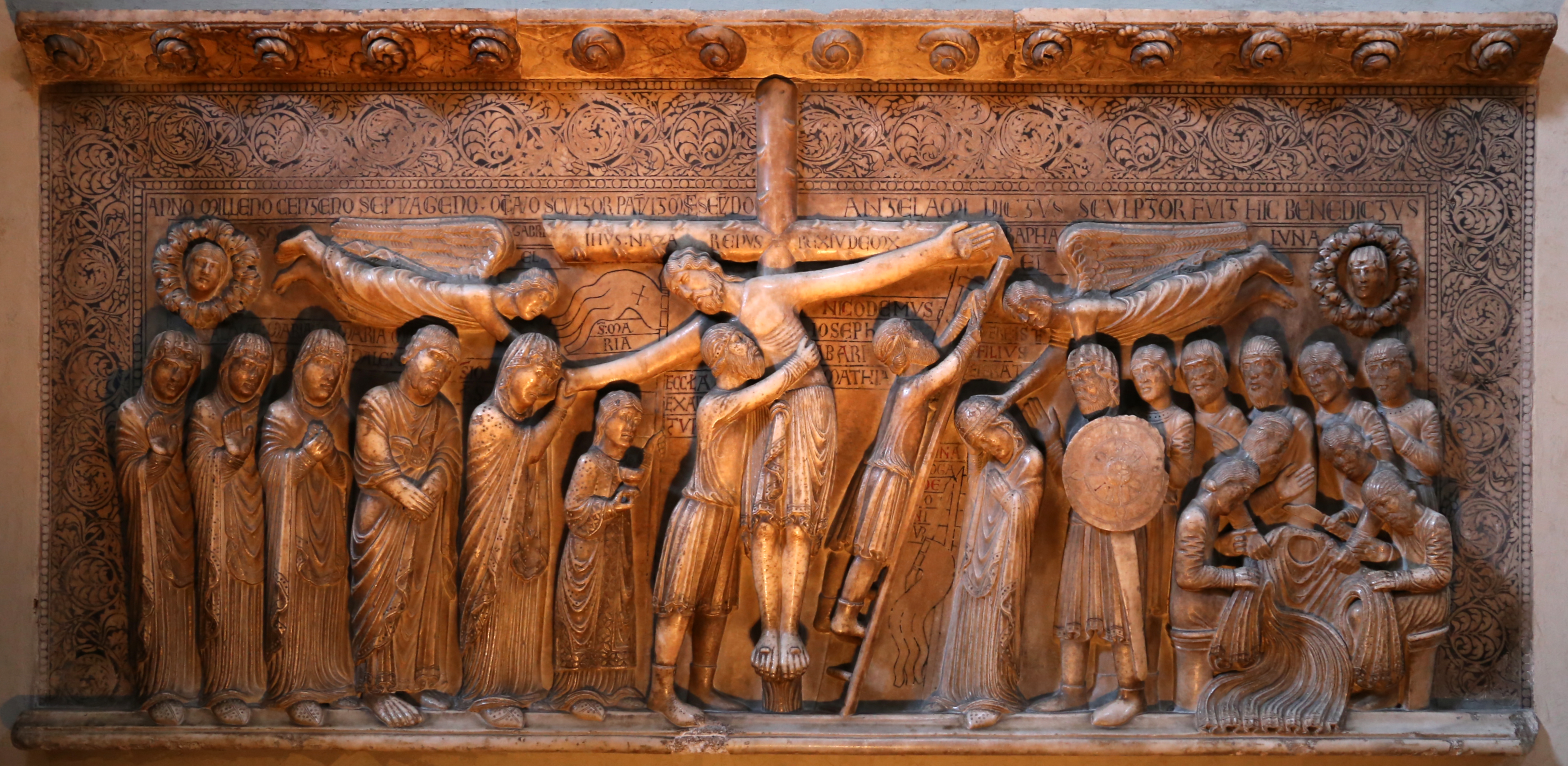
La Deposizione del duomo di Parma

La prima opera documentata di Benedetto è l'altorilievo con la Deposizione dalla croce, datata 1178, parte della decorazione di un pontile, o di un pulpito, che si trovava nel duomo di Parma e che rientrava nell'ambito del programma di ridefinizione dell'area presbiteriale insieme all'altare maggiore (Arca dei Santi Abdon e Sennen) e alla cattedra episcopale, programma di difficoltosa lettura a causa di manomissioni intervenute nel XVI secolo. Lungo il lato superiore della lastra, oggi collocata nel braccio meridionale del transetto, sono incisi il nome dell'autore e la data:
L'altorilievo raffigura il momento nel quale il corpo di Cristo viene calato dalla croce, con vari elementi tratti dall'iconografia canonica della Crocifissione (i soldati romani che si contendono la veste di Cristo, le personificazioni dell'Ecclesìa e della Sinagoga, ecc.) e della Resurrezione (le tre Marie). Si possono leggere in questo lavoro già maturo i principali riferimenti culturali di Benedetto: la cultura del primo gotico francese nella forma delle figure, derivata dalle statue-colonna, le iconografie e i partiti decorativi di origine classica nella personificazione del sole e della luna (due teste umane inserite in ghirlande) e nelle rosette che ornano il bordo superiore. Classico è anche l'ornato a racemi della fascia che orla la composizione, eseguito con la tecnica orientale della niellatura, o per essere più precisi di incrostazione a mastice.
Una maggiore attenzione al dato reale allontana le forme di Benedetto dalle figure di Wiligelmo e dalla tradizione del romanico, spingendole ulteriormente nella direzione di una apertura al gotico. La capacità compositiva dello scultore mantiene il movimento e il ritmo della scena entro equilibri adatti a una espressione composta del dolore. L'impressione di spazialità data dai due piani sovrapposti sui quali sono posti i soldati che tirano a sorte le vesti è il primo esempio del genere in Italia.
La cattedra episcopale, che rientrava nel programma di decorazione del presbiterio, ribadisce la complementarità di architettura e scultura tipica dell'opera dell'Antelami. Sui fianchi che chiudono il sedile sono rappresentate la Conversione di San Paolo e il San Giorgio che uccide il drago, due telamoni sotto i braccioli mantengono una certa tensione romanica nell'adattamento della forma alla funzione e si alzano sulle teste dei due mastini che reggono sul dorso le lastre a bassorilievo concluse superiormente da due leoni anch'essi contenuti entro i limiti geometrici dell'opera. Già attribuita alla mano del maestro, la cattedra, insieme all'arca delle reliquie, è stata riconosciuta come opera di un collaboratore, denominato da Quintavalle (1990) Maestro di Abdon e Sennen, in base ai nomi dei martiri titolari dell'arca.

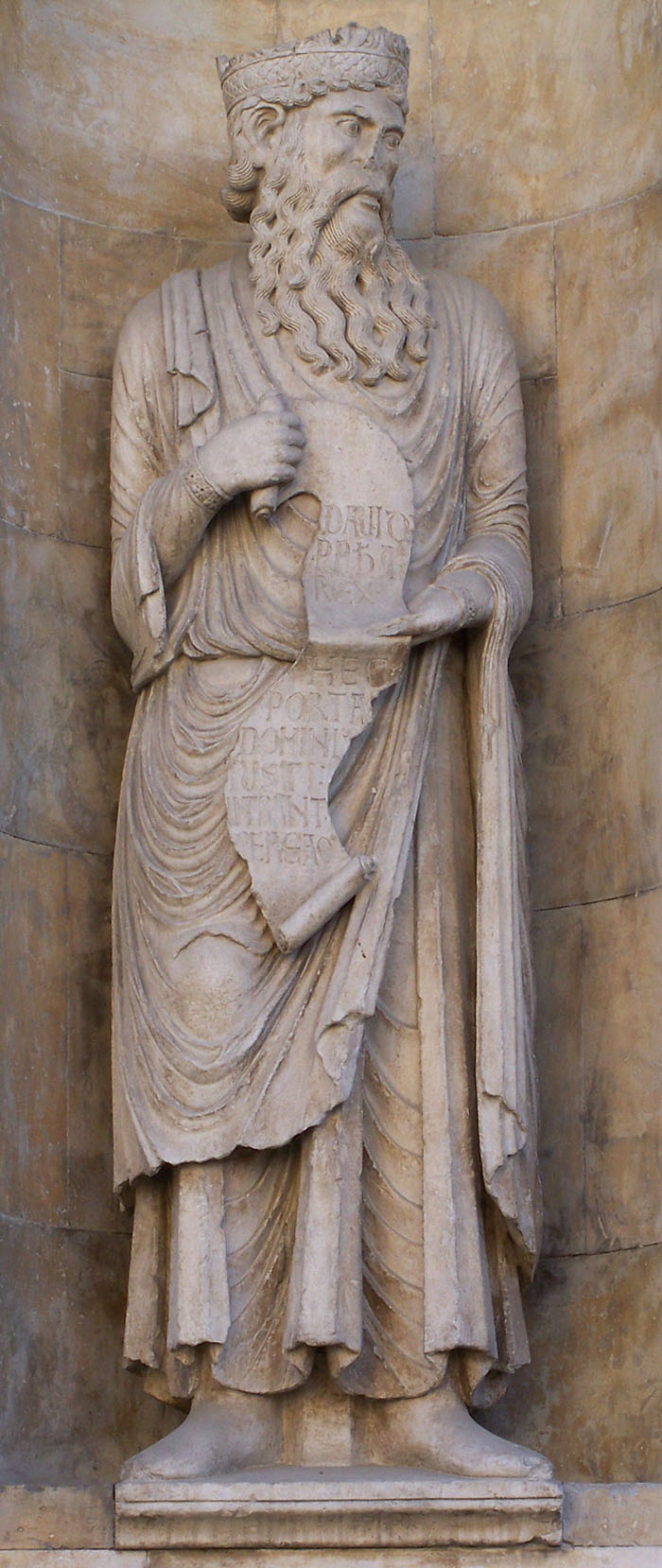
Re Davide nel duomo di Fidenza

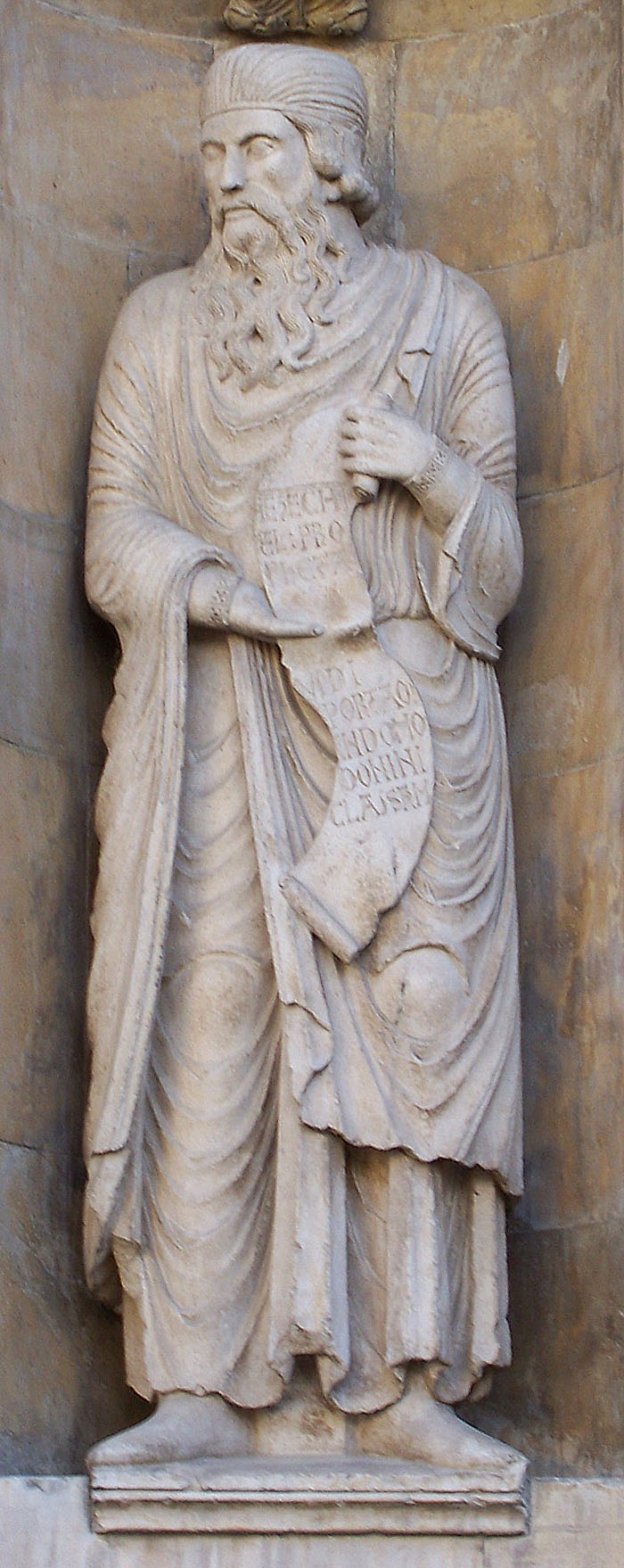
Il profeta Ezechiele nel duomo di Fidenza

### Il duomo di Fidenza
Tra il 1178 e il 1196 (negli anni non documentati che intercorrono tra i lavori per il duomo e quelli per il battistero di Parma) viene collocato l'intervento a Borgo San Donnino (Fidenza). Con l'aiuto della bottega Benedetto ristruttura la parte occidentale del duomo modellando la facciata con tre ingressi e sistemando due campanili ai lati secondo una tipologia altomedievale già ripresa dal gotico del nord della Francia (Laon). Dalla Provenza deriva invece il fregio continuo, ma interrotto da interventi successivi, che avrebbe dovuto unire i portali e le torri.
L'apparato decorativo, incentrato sul tema del pellegrinaggio, esteso a quasi tutta la facciata della cattedrale, opera in gran parte di un collaboratore, presenta in una serie di bassorilievi le Storie di San Donnino, l'Eterno ed i Profeti sull´arcata del frontespizio, il profeta Enoc, Ercole e il leone nemeo, Erode, la Cavalcata dei Magi e il Viaggio dei pellegrini, la Consacrazione del vescovo di Fidenza e altre raffigurazioni simboliche. Due statue a tutto tondo del Re Davide e del profeta Ezechiele vengono poste entro nicchie accanto al portale centrale: questa ripresa della scultura a tutto tondo entro nicchie non ha precedenti immediati e giunge direttamente dall'epoca tardoantica.

### Il battistero di Parma

#### L'architettura

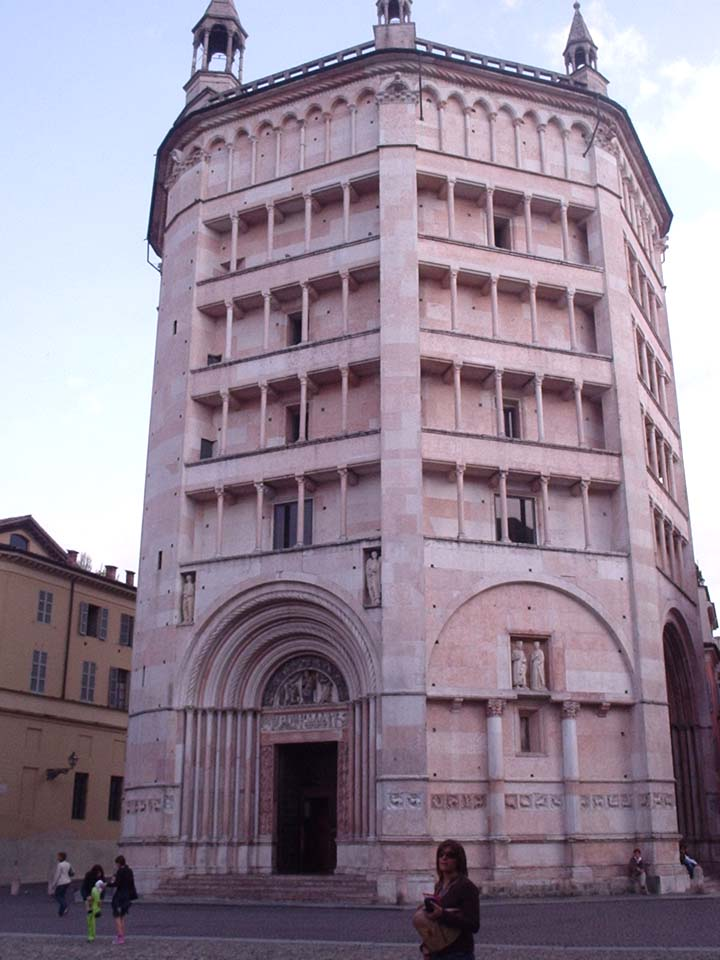
Il battistero di Parma

Tra il 1196 e il 1216, anno in cui l'edificio risulta officiato ma non terminato, Benedetto lavorò al battistero di Parma in qualità di architetto e scultore. L'inizio dei lavori nel 1196 è attestato da quanto riportato sull'architrave del portale nord:
L'opera è una ripresa consapevole dell'architettura antica, dai battisteri paleocristiani alle esedre termali romane. Senza precedenti è lo sviluppo in altezza, come se si trattasse di una torre ottagonale tronca. La superficie esterna è modulata da una complessa articolazione degli elementi architettonici, con pieni e vuoti che ritmano effetti di chiaroscuro. Al pian terreno, su tre facciate, si aprono portali strombati con archi a tutto sesto, richiamati sugli altri lati da archi ciechi animati da coppie di semicolonne in una collocazione insolita, che concorre ad avvicinare i portali al ritmo degli archi di trionfo romani, piuttosto che all'esuberanza dei portali gotici francesi. Sempre all'esterno i quattro registri superiori sono costituiti da loggette architravate interrotte in corrispondenza dei contrafforti sugli angoli. L'ultima fascia, decorata da archetti ciechi di dimensione sfasata rispetto alle loggette sottostanti, è stata aggiunta all'inizio del Trecento.
All'interno il battistero è scandito da 16 arcate (ad ogni lato esterno ne corrispondono due interni) con altrettante nicchie; la cupola a ogiva risale a un successivo intervento dei Maestri campionesi.

#### La scultura
Il progetto decorativo originario doveva sicuramente riguardare i tre portali con le rispettive lunette all'interno e all'esterno dell'edificio, e fu verosimilmente realizzato da Benedetto con l'aiuto di pochi collaboratori.
I tre portali esterni, detti Portale della Madonna, Portale del Giudizio e Portale della Vita, alludono alla salvezza umana tramite il battesimo, ma a ciascuno viene riservata una decorazione studiata secondo la funzione del portale. All'interno le lunette dei portali raffigurano episodi biblici: Fuga in Egitto, Presentazione al tempio, Re Davide che suona l'arpa.
I riferimenti figurativi sono le lunette e le statue-colonna della facciata occidentale di Chartres. Il rilievo con la Resurrezione dei morti nell'architrave del portale ovest è una novità iconografica nel tema degli eletti che sorgono dai sepolcri. Una evocazione dell'antico, dai rilievi dei sarcofagi o dagli archi di trionfo, è presente nella lunetta con Barlaam e in quella interna con il Re Davide. Le memorie figurative dell'Antelami si uniscono in una rielaborazione che riesce infine ad umanizzarle per una maggiore attenzione ai dati realistici e sentimentali cui si aggiungono gli aspetti narrativi delle lunette interne.
Sulle pareti esterne del livello inferiore corre uno zooforo, una serie di formelle (settantacinque o settantanove) eseguite probabilmente dal maestro stesso. Le formelle rappresentano il fantastico nella scultura: animali di varia natura, sirene e i segni dello zodiaco, rappresentati dietro figure di uomini al lavoro nei campi, durante le varie stagioni.

### Il ciclo dei mesi di Parma

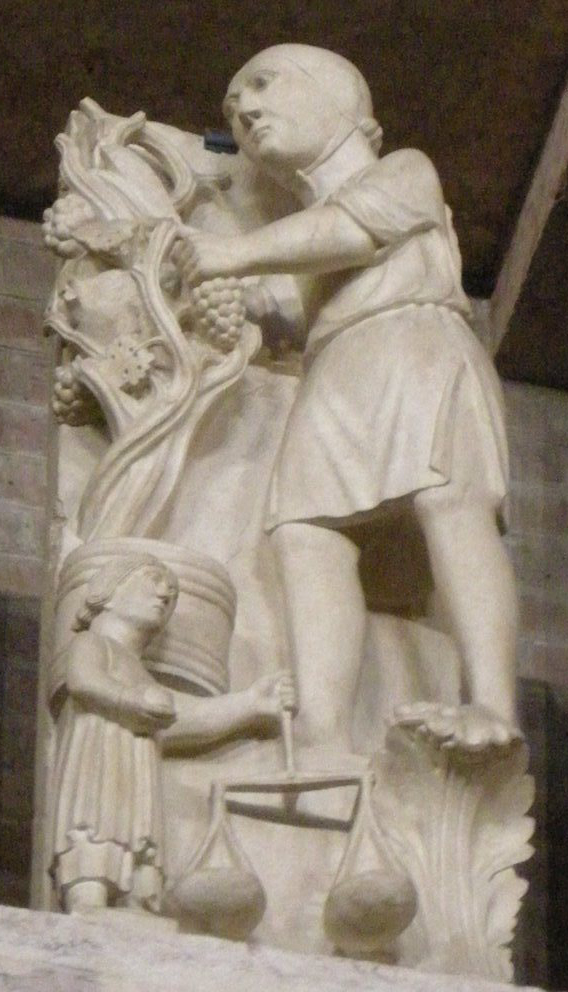
Settembre, Bilancia

Entro il secondo decennio del XIII secolo si colloca un'opera, un portale per la cattedrale, che Benedetto deve aver pensato in relazione con il battistero e che forse rientrava in un progetto più ampio per la facciata, con doppia torre, non distante da quanto realizzato a Borgo San Donnino. L'opera venne smontata dai maestri campionesi nella seconda fase di lavorazione del battistero, verso il 1260 - 70, e le parti smembrate vennero reimpiegate sia all'interno che all'esterno secondo la seguente disposizione: i Mesi all'interno, all'altezza del primo matroneo, i Segni zodiacali alla sua base, due Profeti, due Angeli, Salomone e la Regina di Saba all'esterno, Angeli, Angelo annunziante e Annunciata nelle nicchie interne.
Nel progetto originario le figure allegoriche dei mesi e delle stagioni, appoggiate su lastre, dovevano collocarsi sul portale similmente a quanto realizzato da un collaboratore dell'Antelami nel protiro del duomo di Cremona. Vi sono raffigurati uomini occupati in lavori agricoli stagionali, un tema già presente dal secolo precedente (per esempio nel duomo di Modena), dove si dà un significato nobilitante e salvifico al lavoro, secondo la nuova dottrina teologica che non lo vede più come maledizione divina. In queste rappresentazioni, Antelami e la sua bottega profusero una straordinaria cura nei particolari, con un'attenta descrizione degli utensili, delle piante, dei frutti, ecc., tutti scolpiti secondo un realistico naturalismo.
Il lavoro venne interrotto, forse a causa della morte di Benedetto, o per un suo allontanamento dal cantiere. Pur non potendo escludere gli interventi della bottega, il Portale dei mesi e delle stagioni è unanimemente riconosciuto come il suo capolavoro, nel quale profuse una sintesi della sua concezione della rappresentazione dell'uomo e nel quale raggiunse l'apice della sua raffinatezza esecutiva.

## Seguaci

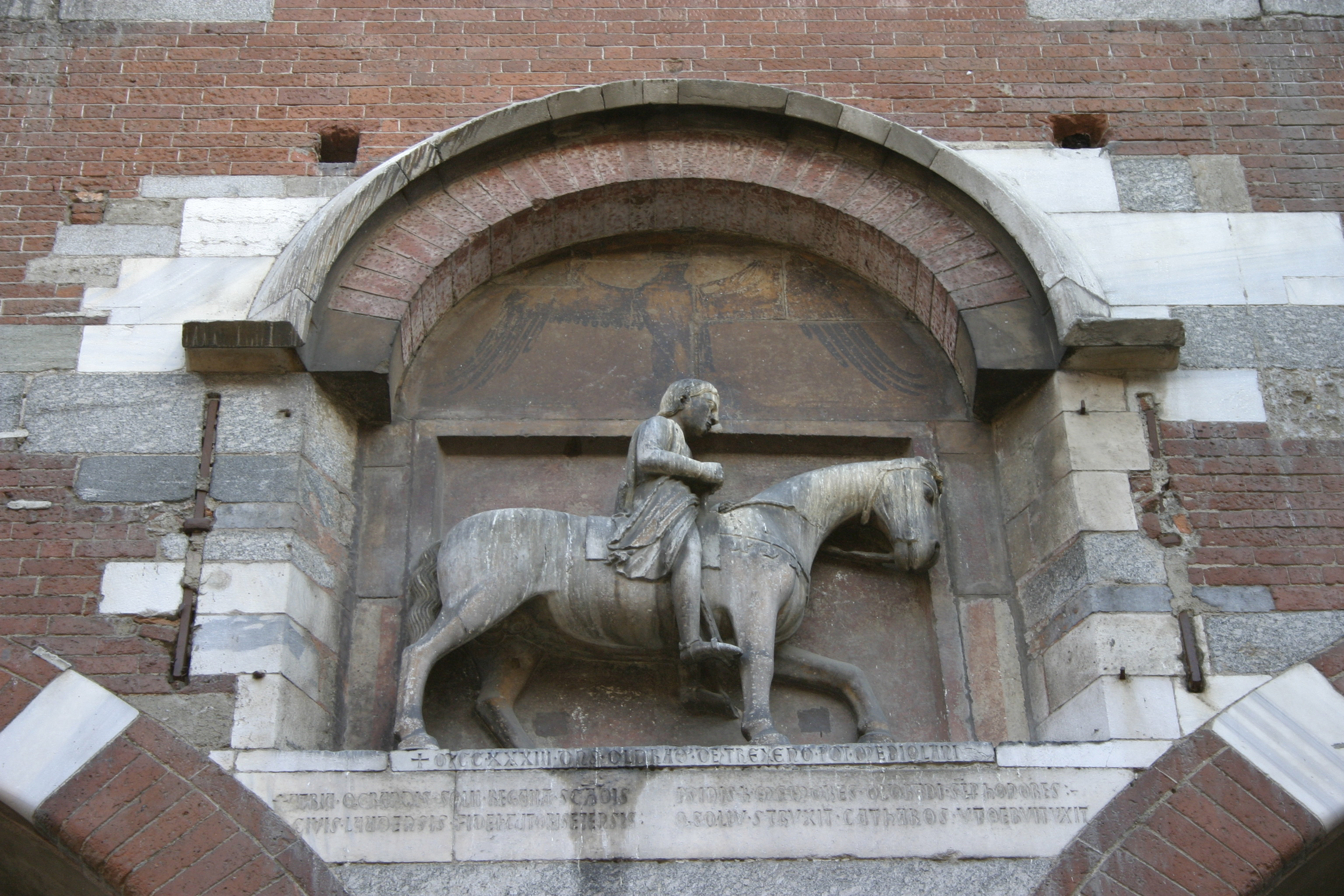
Monumento equestre a Oldrado da Tresseno, Palazzo della Ragione, Milano

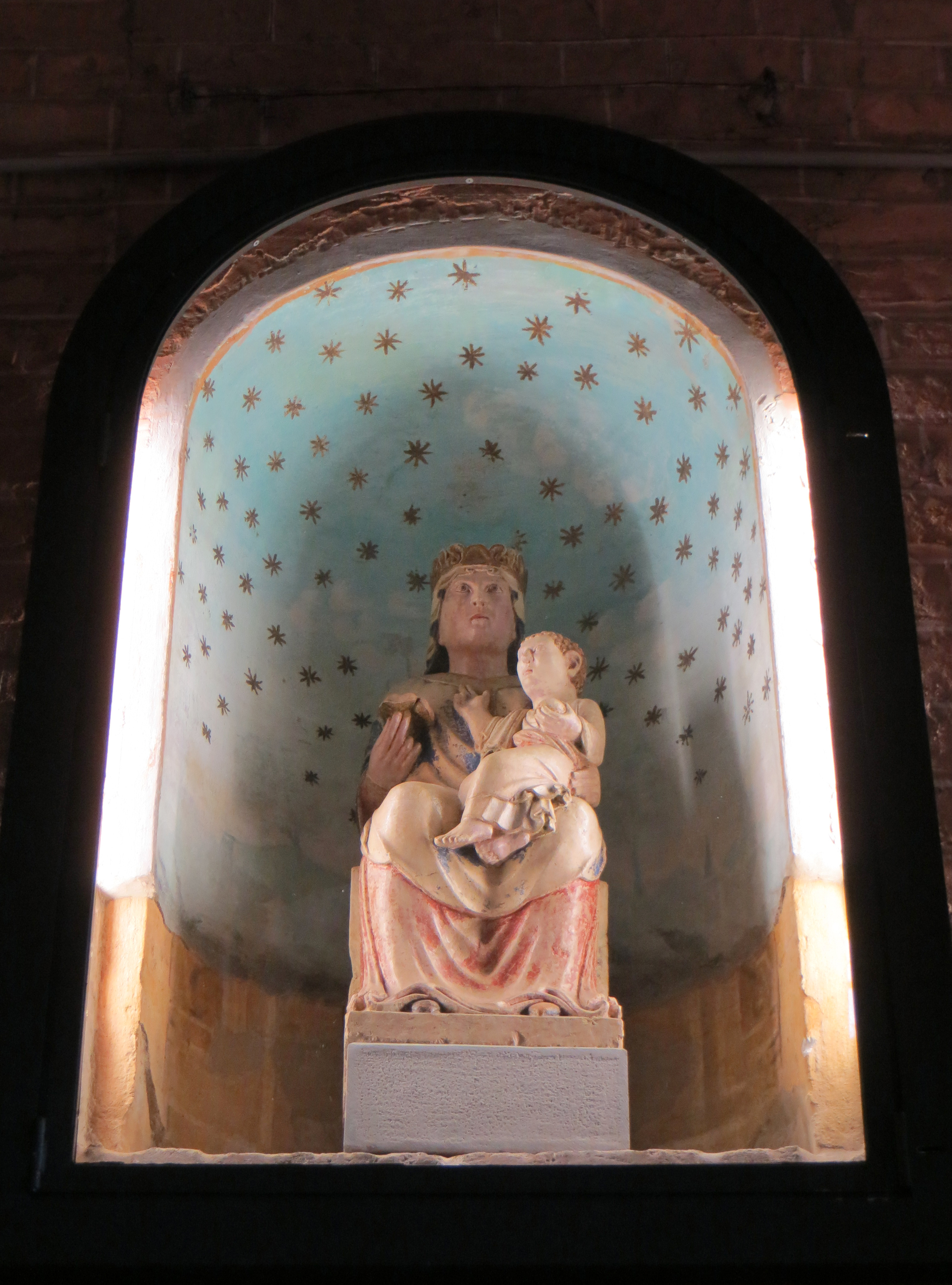
Madonna col Bambino nell'abbazia di Fontevivo

I seguaci di Benedetto Antelami diffusero la sua maniera nei centri emiliani e dell'Italia settentrionale, come nei rilievi delle lunette dei portali della chiesa di Sant'Andrea di Vercelli, o come nel monumento equestre a Oldrado da Tresseno, collocato su una parete esterna del Broletto a Milano.
Uno degli artisti che si distinse maggiormente sviluppando uno stile personale è il cosiddetto Maestro dei Mesi, autore di una lunetta nella chiesa di San Mercuriale di Forlì raffigurante il Sogno e Adorazione dei Magi (1220 circa) e di un ciclo dei mesi per la Cattedrale di Ferrara (1230 circa).
Un'altra scultura a tutto tondo, già ritenuta della bottega dell'Antelami o alla sua scuola, recentemente è stata assegnata alla mano del maestro: la Madonna col Bambino dell'abbazia di Fontevivo.